# Tipula excisa
Tipula excisa är en tvåvingeart som beskrevs av Theodor Emil Schummel 1833. Tipula excisa ingår i släktet Tipula och familjen storharkrankar. Arten är reproducerande i Sverige.

## Underarter
Arten delas in i följande underarter:
- T. e. excisa
- T. e. carpatica

## Bildgalleri

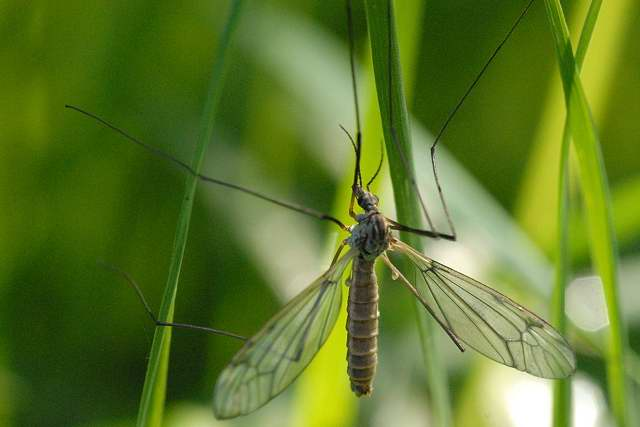
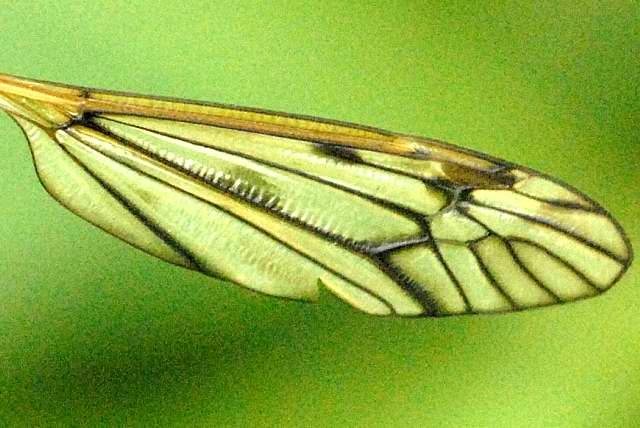